# 근로계약의 불승계
양도인과 양수인 간의 특약에 의해 근로계약을 승계하지 않을 수 있음은 물론이다. 근로계약을 승계하지 안는다면 이는 실질적으로 해고와 같으므로 근로기준법에 제한을 받는다. 근로기준법은 일반적으로 해고에 정당한 사유를 요구하는데, 경영상 이유에 의하여 근로자를 해고하려면 긴박한 경영상의 필요가 있어야 한다.경영악화를 방지하기 위한 사업의 양도•인수•합병은 긴박한 경영상의 필요가 있는 것으로 보지만,영업양도 그 자체만을 사유로 근로자를 해고하는 것은 정당한 이유가 있는 것으로 보지 않는다.

## 같이 보기
- 근로기준법
- 영업양도
- 근로계약

## 참고 문헌
- 이철송, <상법촉칙•상행위> (서울: 박영사, 2014), 236면.